# ألكسندر تشانسلر
الكسندر تشانسلر (بالإنجليزية: Alexander Chancellor)‏ هو كاتب العمود وصحفي بريطاني، ولد في 4 يناير 1940، وتوفي في 28 يناير 2017.

## وصلات خارجية
- ألكسندر تشانسلر على موقع إن إن دي بي (الإنجليزية)